# 瑪麗娜·奧洛林
瑪麗娜·奧洛林（英語：Marina O'Loughlin），英國記者、作家和餐廳評論家。從2006年到2012年，她是倫敦《地鐵報》每周定期的餐廳評論員。亦曾任職《衛報》及《星期日泰晤士報》。